# Le Petit Démon du village
Pour plus de détails, voir Fiche technique et Distribution.
Le Petit Démon du village (Peck's Bad Girl) est un film américain réalisé par Charles Giblyn et sorti en 1918.

## Synopsis
La fille de Peck, Minnie, fait tellement de bêtises que les sages de la ville décident qu'il faut l'affecter à une occupation utile. Une dame bienveillante la prend sous sa garde et elle devient bientôt une assistante plus ou moins précieuse pour une modiste. De retour au magasin un soir pour récupérer un colis, elle tombe sur des voleurs. Elle lance l'alarme, capture l'un d'entre-eux et gagne le cœur d'un détective envoyé pour appréhender les criminels.

## Fiche technique
- Réalisation : Charles Giblyn
- Scénario : Tex Charwate
- Production : Goldwyn Pictures Corporation
- Photographie : Lewis W. Physioc
- Durée : 50 minutes
- Dates de sortie: 
  -  États-Unis : 2 septembre 1918
  -  France : 24 octobre 1919

## Distribution

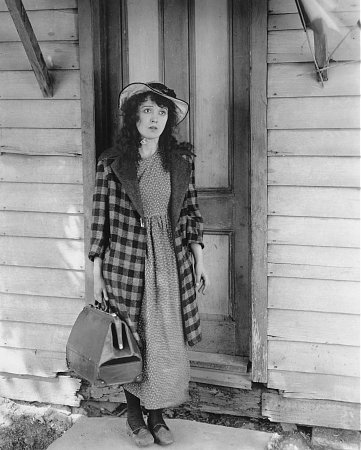
Mabel Normand dans une scène du film.

- Mabel Normand : Minnie Penelope Peck
- Earle Foxe : Dick
- Corinne Barker : Hortense Martinot
- Blanche Davenport : Miss Olivia
- Riley Hatch : Adam Raskell
- Leslie Hunt : Willie Raskell
- Eddie Sturgis : Pearson
- Joseph Granby (en) : Walker
- E.M. Favor : Peck
- F.G. Patton : shérif
- Auge Becker : Constable